# Fluorid hlinný
Fluorid hlinný je chemická sloučenina se vzorcem AlF. Tato nestabilní látka vzniká reakcí fluoridu hlinitého s kovovým hliníkem za zvýšených teplot, ale rychle se rozpadá na původní reaktanty po ochlazení:
2 Al + AlF3 → 3 AlF
Klastry pocházející ze souvisejících hliníkatých halidů mohou být stabilizovány specializovanými ligandy.
Tato molekula byla objevena v mezihvězdném prostředí, kde je hmota tak zředěná, že mezimolekulární srážky jsou nevýznamné.